# Sant’Eligio degli Orefici
Koordinaten: 41° 53′ 44,4″ N, 12° 28′ 4,9″ O
Sant’Eligio degli Orefici (lat.: Sancti Eligii aurificum; dt.: St. Eligius der Goldschmiede) ist eine Kirche in Rom. Sie ist die Zunftkirche der römischen Gold- und Silberschmiede. Der Beiname degli Orefici unterscheidet die Kirche von jener der Grobschmiede, Sant’Eligio de’ Ferrai. Obwohl fast unbekannt, gilt sie als „eines der vorzüglichsten Bauwerke“ aus der Zeit der römischen Hochrenaissance und geht auf einen Entwurf von Raffael zurück.

## Lage
Die kleine Kirche befindet sich an der nach ihr benannten Via di Sant’Eligio, einer kleinen Seitenstraße der Via Giulia, im VII. römischen Rione Regola. Der Straßenabschnitt war vormals ein Teil der Via della Barchetta (Straße des kleinen Bootes), benannt nach der Fähre, die hier den Tiber überquerte, da sie direkt an das Tiberufer führte – heute ist sie durch den Lungotevere dei Tebaldi vom Fluss getrennt.

## Geschichte und Baugeschichte

Grundriss

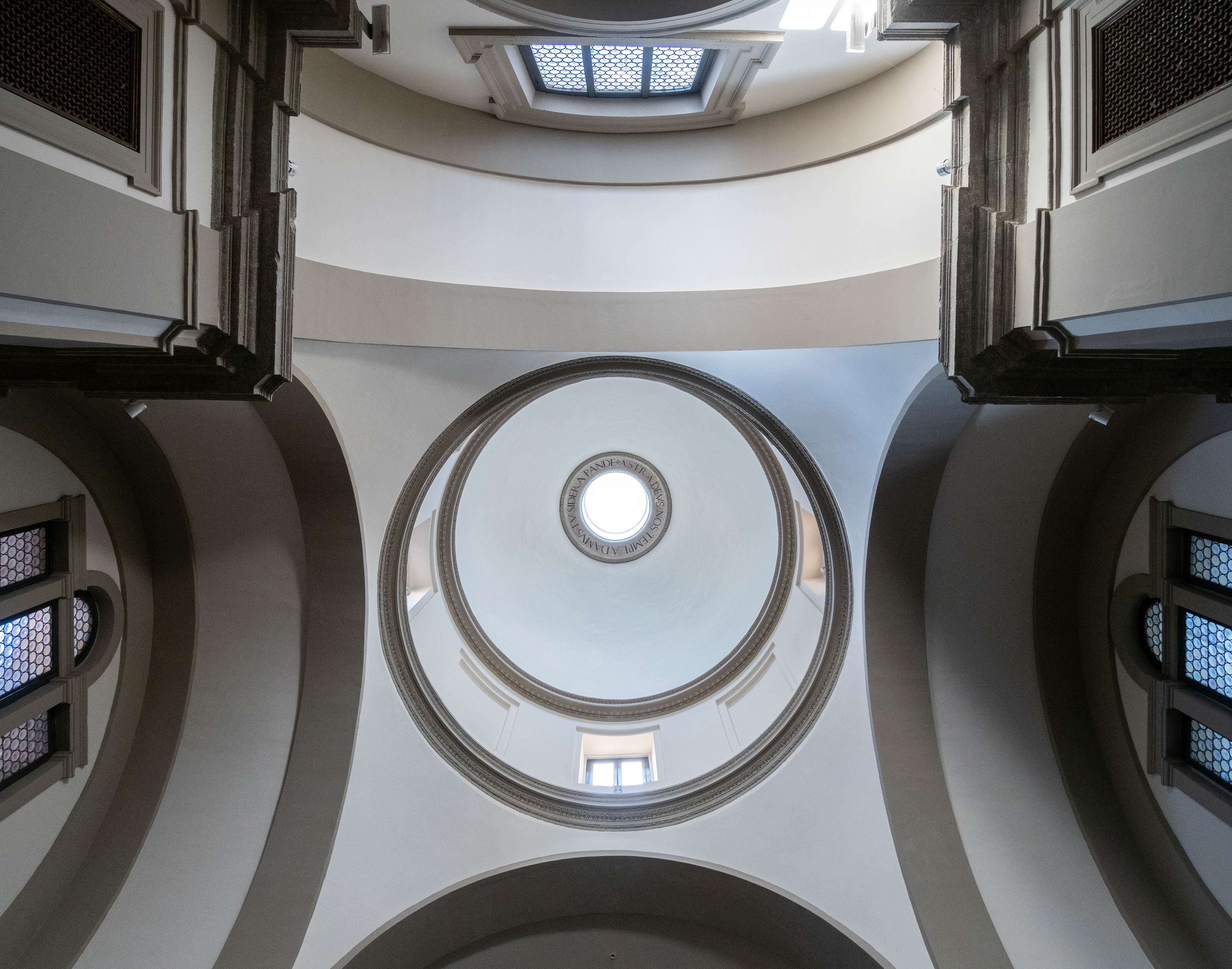
Vierungskuppel (1)

Sant’Eligio wurde im Auftrag der Zunft der römischen Gold- und Silberschmiede (ital.: Università degli Oreficini ed Argentieri) 1509 oder um 1515 oder 1516 von Raffael begonnen, möglicherweise in Zusammenarbeit mit Bramante oder nach dessen Vorlagen. In der Literatur ist auch zu finden, dass Raffael die von Bramante vorgegebenen Motive schlicht wiederholte. Die Kirche wurde nach dem Tod Raffaels 1520 im Jahr 1537 fertiggestellt. Nach einem Teileinsturz von Kuppel und Tambour rekonstruierte Flaminio Ponzio die Kirche von 1602 bis 1604. Er erhöhte den Tambour und fügte statt der ursprünglich eingebauten Oculi acht Fenster ein, davon abwechselnd vier geöffnete und vier blinde (1). Die Vierungskuppel stattete er mit einer Laterne aus.

## Äußeres
Ursprünglich war die Grundstruktur der Kirche in Form eines griechischen Kreuzes mit tonnenüberwölbten Armen auch von außen zu erkennen, was heute durch Anbauten nicht mehr möglich ist. Beim Umbau wurde die Grundform in ein Quadrat „eingeschrieben“. Die ursprüngliche Fassade aus dem 16. Jahrhundert wurde von Ponzio oberhalb des Gesimses verändert. Der untere Teil besteht aus einem von zwei breiten Pilastern mit Kompositkapitellen flankierten Ädikulaportal, oberhalb des Gesimses ist ein großes Fenster mit leichtem Bogensturz eingefügt, der Rahmen wird von auslaufenden Voluten flankiert. Links und rechts des Fensters finden sich paarweise Pilaster, die im Verhältnis zum Untergeschoss aber deutlich schlanker ausgeführt sind. Die Fassade wird von einem schlichten Dreiecksgiebel überkrönt.

## Inneres

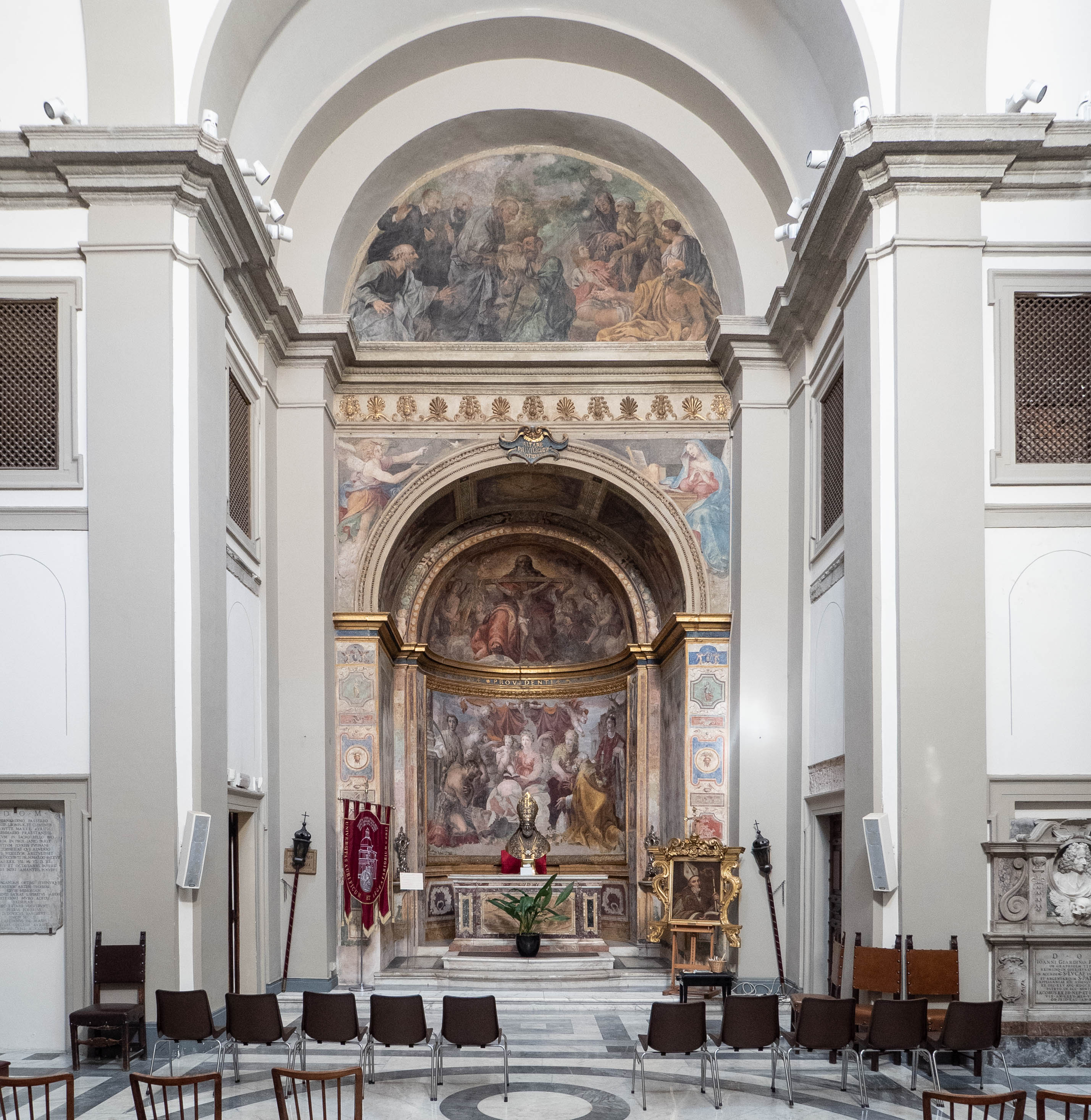
Hauptaltar (5)

Das Innere der Kirche ist schlicht und fast ausschließlich durch die harmonischen Proportionen der Architektur bestimmt. Die vier Pfeiler – sie sind offenbar Probestücke für den Petersdom gewesen – tragen die Kuppel (1). Durch die Einfügung von 4 Fenster in den erhöhten Tambour unter der halbkugelförmigen Kuppel und der Fenster an den Stirnseiten der Kreuzarme ist der Innenraum der Kirche gleichmäßig ausgeleuchtet. Der schlichte, fast karge Raum wurde nur sehr zurückhaltend, jedoch wiederum ungemein straff gegliedert: durch ein Gerüst aus flachen Lisenen und durch flache Bogen- und Blendfelder (»Fenster« und »Türen«). Die stupende Harmonie des Raumes beruht auf der Kombination von höchster Strenge und Schlichtheit mit Reinheit, Pracht und Schärfe aller Formen.
Die Rundung der Apsis ist mit einer Darstellung der Hl. Maria mit Jesus und den Heiligen Stephanus, Laurentius, Johannes und Eligius freskiert, eine Arbeit von Matteo Perez d’Aleccio, genannt Matteo da Lecce, aus der zweiten Hälfte des 16. Jahrhunderts; von ihm auch die Verkündigung an Maria über dem Apsisbogen. Die Fresken in der Apsiskalotte Gottvater, der das Kruzifix hält, umgeben von Engeln und im Bogenfeld darüber Disputierende Apostel werden Taddeo Zuccari und seiner Schule zugeschrieben.
Auf dem Hauptaltar befindet sich eine Büste des Patrons hl. Eligius aus Goldbronze mit Silberauflage (4), mit einer Reliquie des Heiligen (1628).

Hauptaltar
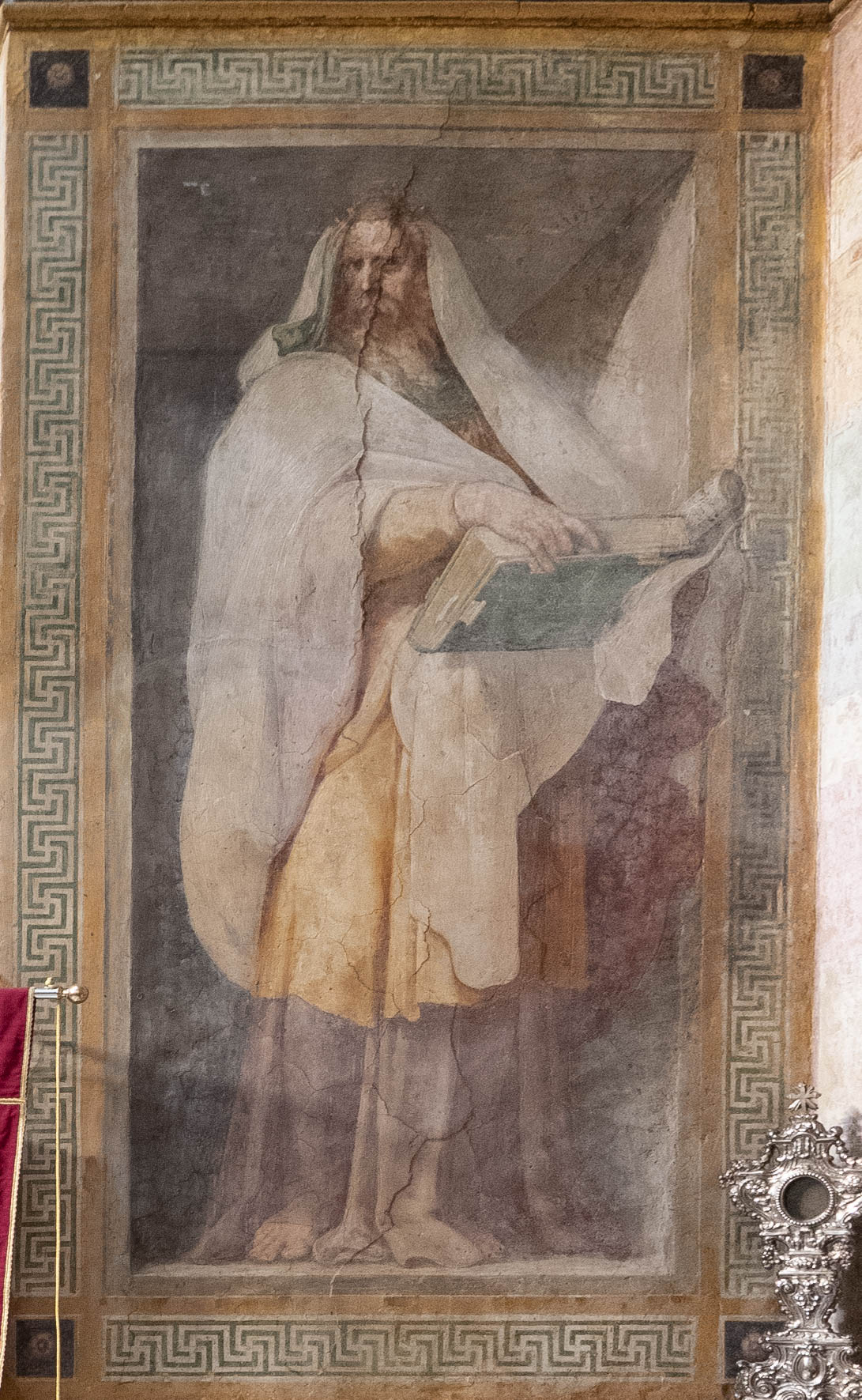
Fresko links: Prophet
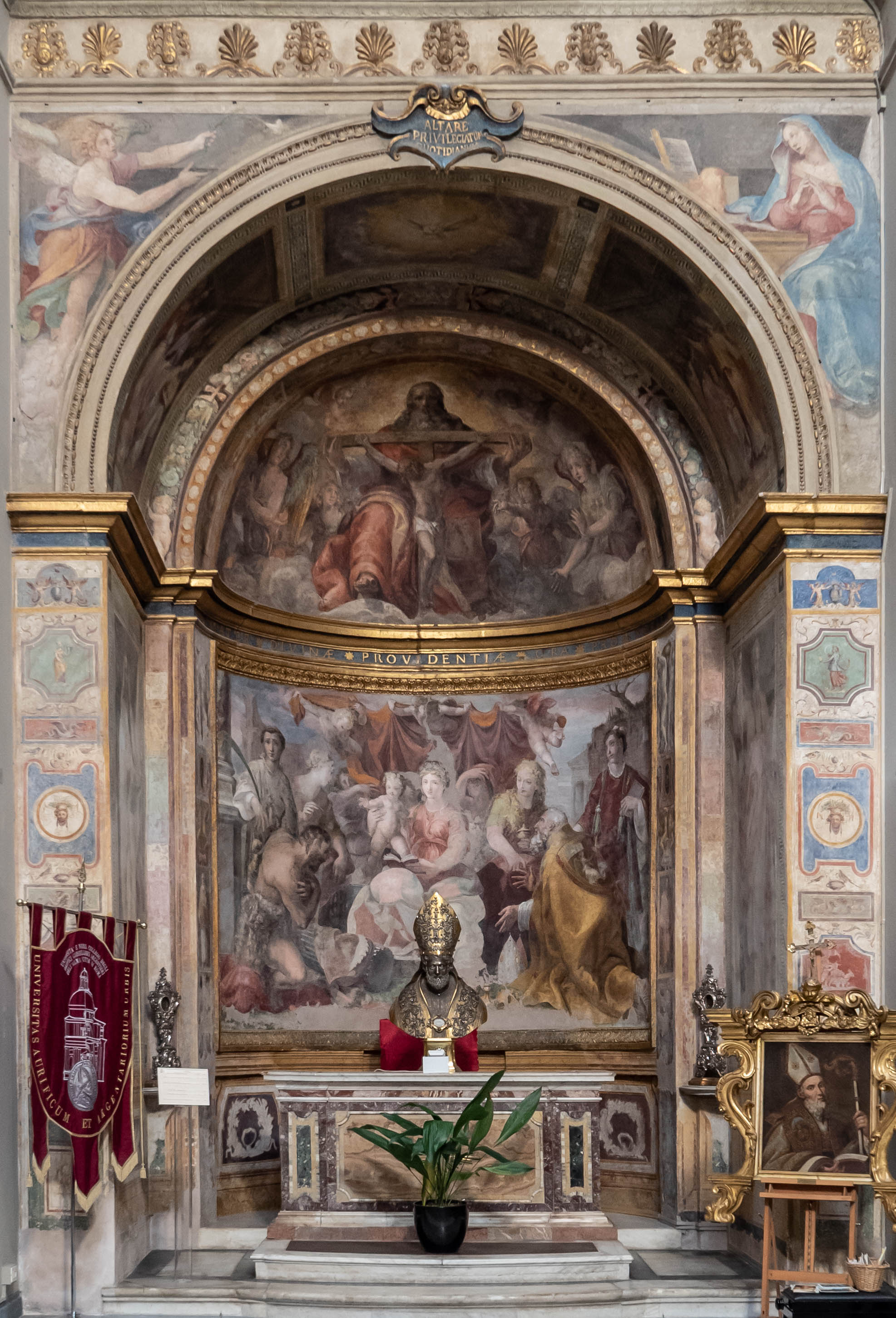
Hauptaltar
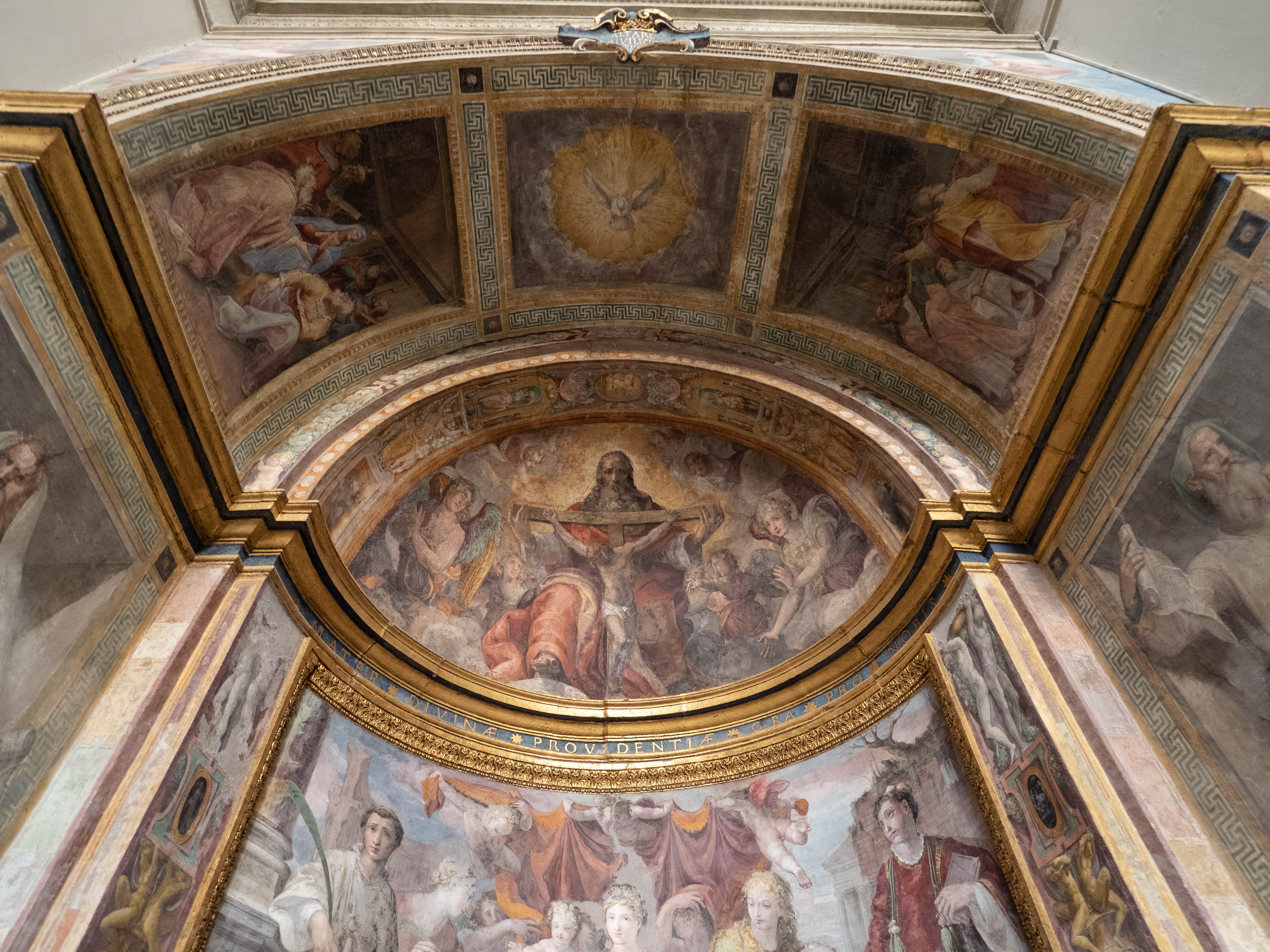
Apsiskalotte
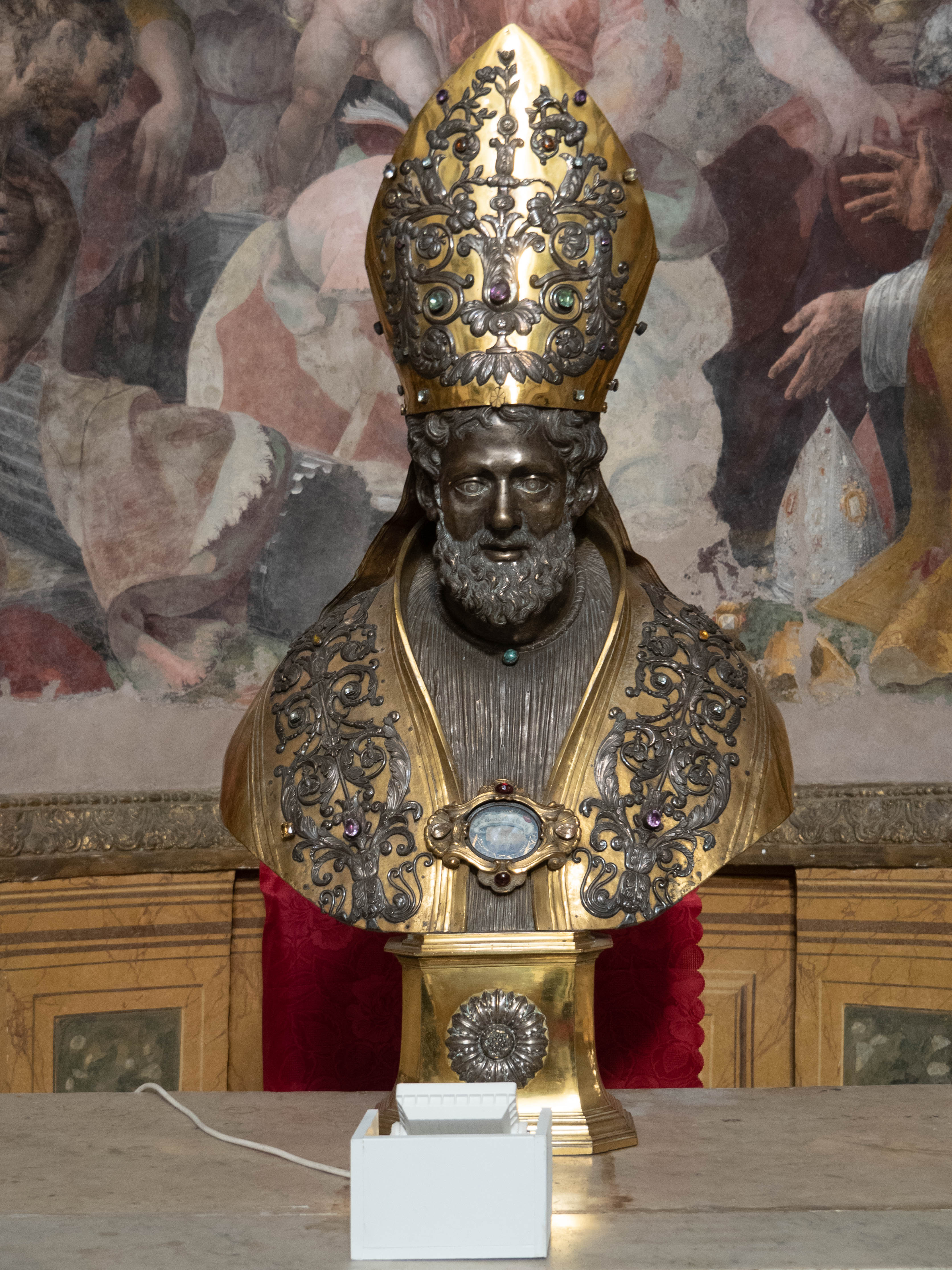
Büste mit Reliquie des Hl. Eligius (4)
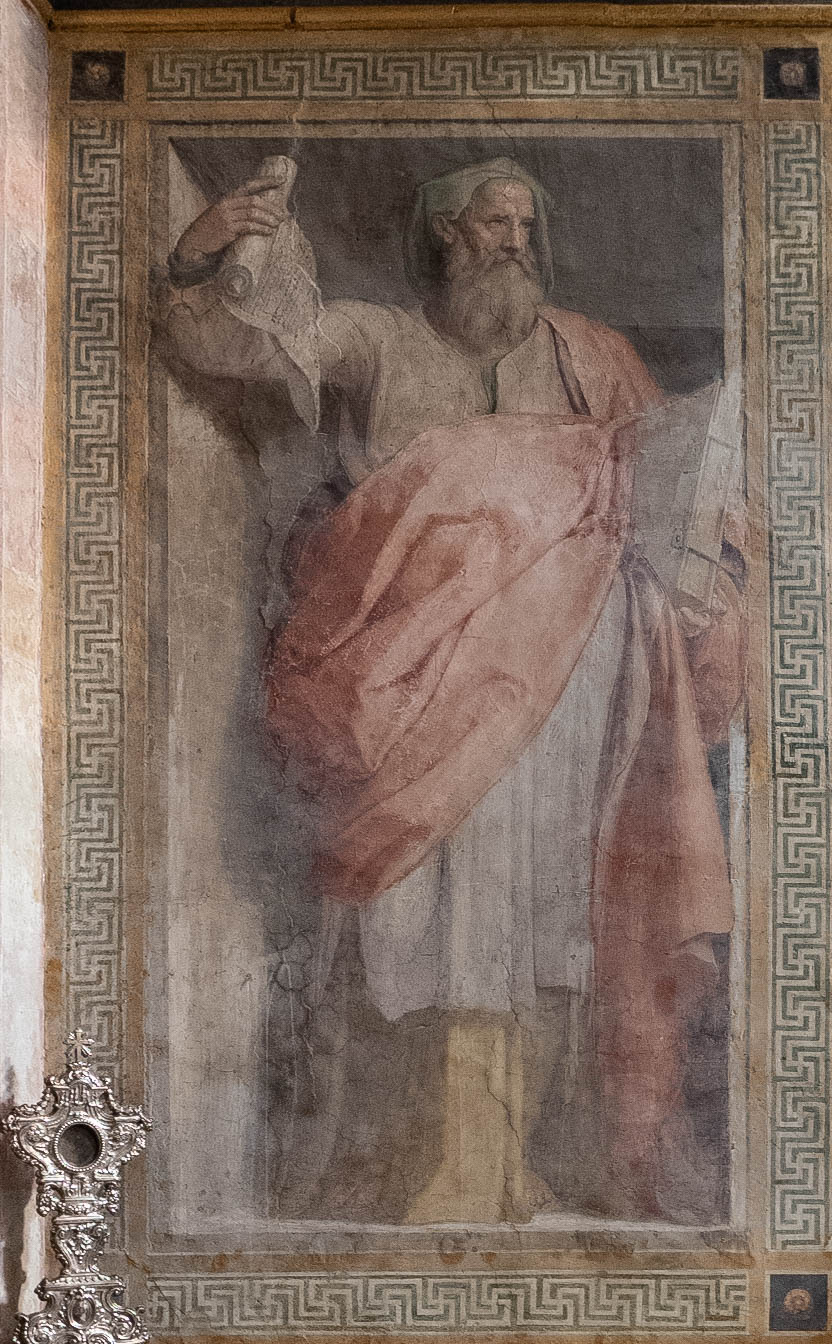
Fresko rechts: Prophet

Das Fresko über dem Altar im linken Kreuzarm stellt Die Anbetung der Hirten dar und stammt von Giovanni de Vecchi. Der Vertrag über das Werk ist erhalten und datiert den Vertragsabschluss auf den 21. April 1574. Die beiden Sibyllen über dem Altarbild stammen von Giovanni Francesco Romanelli.
Das Fresko des rechten Kreuzarms von Giovanni Francesco Romanelli (1639–1640) stellt die Anbetung der Heiligen Drei Könige dar. Auf der linken Seite, vor einem zerstörten römischen Gebäude am Fuße einer Säule, sitzt die Gottesmutter mit dem Kind auf den Knien. Hinter ihr der hl. Joseph, während rechts einer der drei Könige vor dem Jesuskind kniet. Die anderen beiden stehen hinter ihm, eingehüllt in rote Mäntel. Oben sind Engel in den Wolken und im Hintergrund eine Landschaft abgebildet. Das Fresko wird von einem marmornen Architekturrahmen (unter anderem mit Kugelstäben, Perlstab und Palmettenfries) sowie zwei Pilastern mit Putten und Pflanzenmotiven der Spätrenaissance eingerahmt. 1639 wurde Romanelli, ein Schüler von Pietro da Cortona, mit der Restaurierung der malerischen Ausstattung der Kapelle beauftragt. Die beiden Sibyllen über dem Altarbild, die sich grazil an den Bogen anschmiegen, stammen in ihrer Überarbeitung ebenfalls von Romanelli. Sie halten in ihren Händen ein Buch bzw. eine offene Rolle. An gleicher Stelle war ab 1569 ein Fresko mit dem gleichen Motiv von Federico Zuccari zu sehen gewesen, das durch den teilweisen Einsturz der Kirche im Jahr 1601 unwiderruflich beschädigt war. 1640 waren die Arbeit abgeschlossen. Die Kompositionen der Werke Romanellis für St. Eligius sind einfach und klar, von maßvoller Eleganz bestimmt.

Seitenaltäre
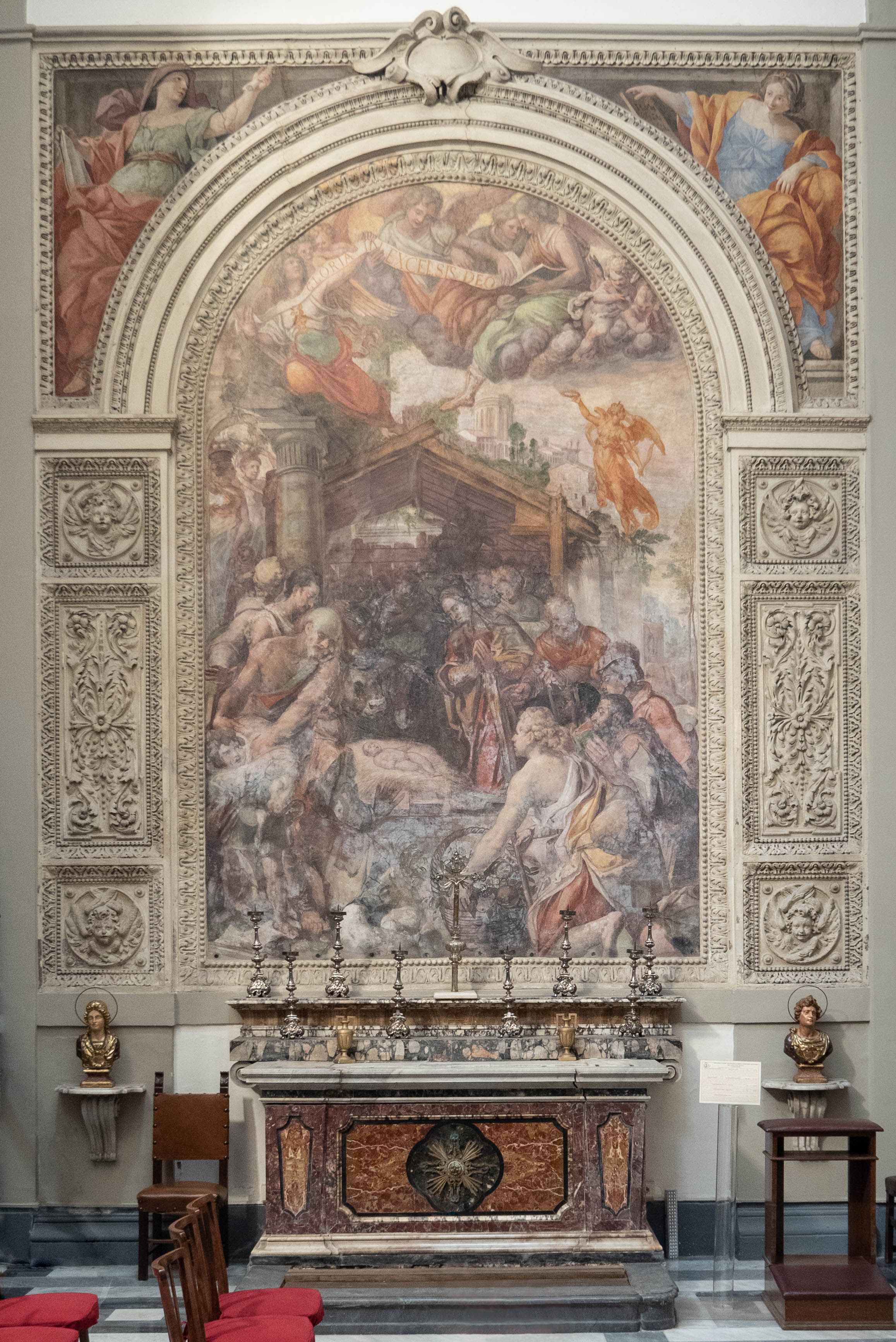
Altar links: Die Anbetung der Hirten (7)
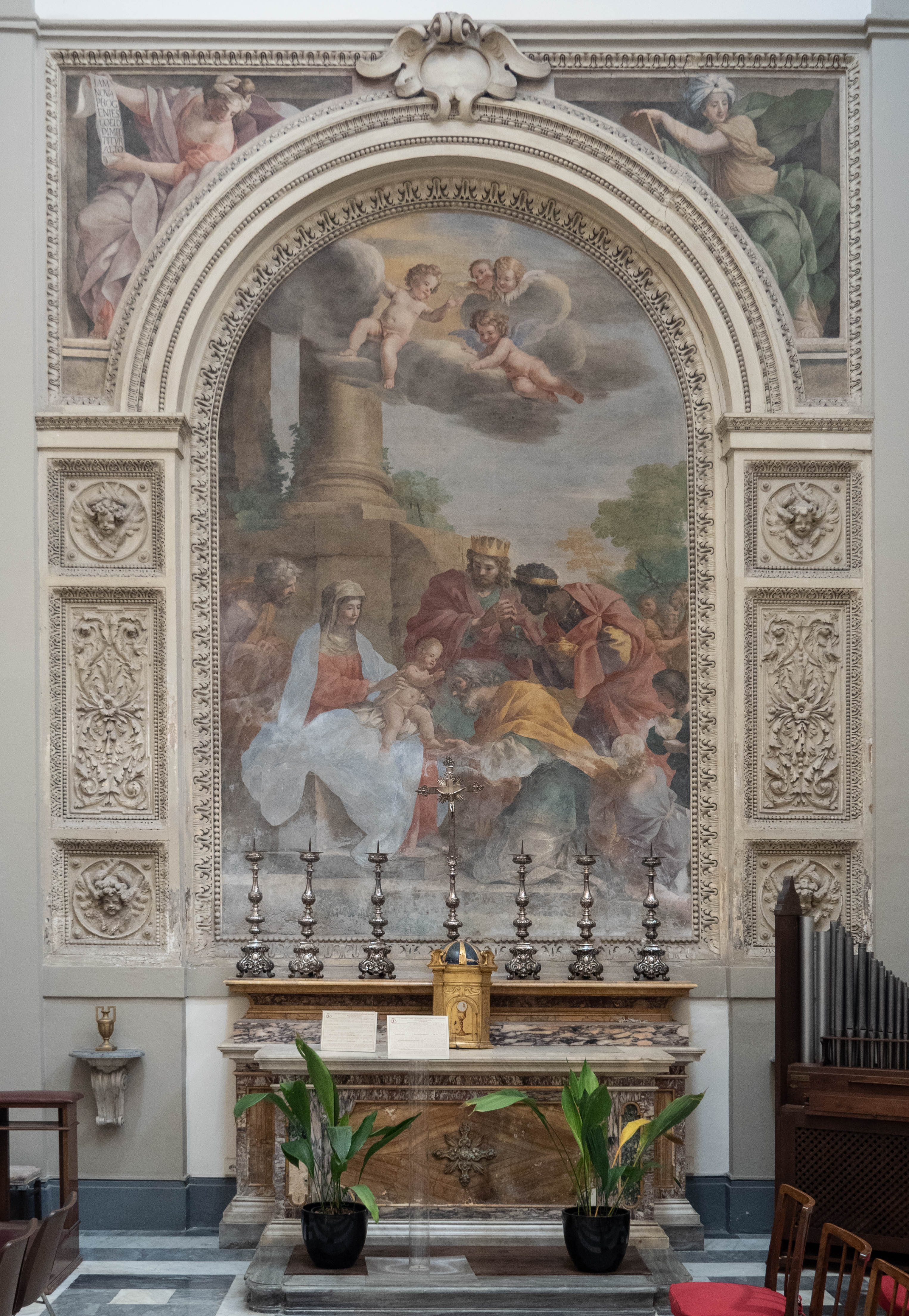
Altar rechts: Anbetung der Heiligen Drei Könige (3)

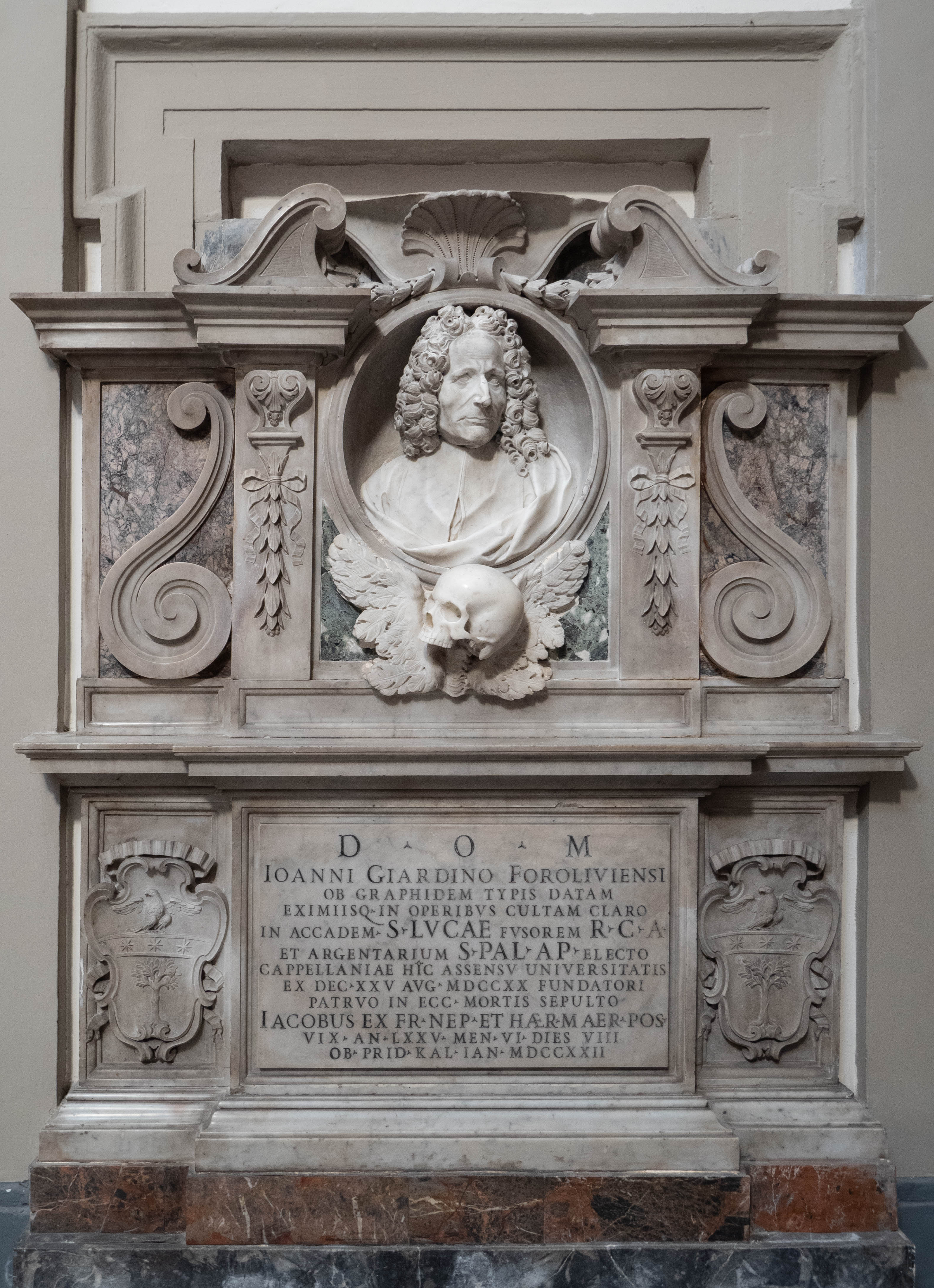
Grabmonument für Giovanni Giardino (8)

An der linken Seitenwand des rechten Kreuzarmes befindet sich das Grabmonument für Giovanni Giardino, datiert 1721 (8). Er arbeitete als Silberschmied für den Apostolischen Palast und war Mitglied der Accademia di San Luca sowie der Apostolischen Kammer.
Eine Marmortafel aus dem Jahr 1730 an der gegenüberliegenden Wand des linken Kreuzarms erinnert an Bernardino Passeri (1489–1527), ein bedeutender römischer Goldschmiedemeister, der für die Päpste Julius II., Leo X. und schließlich Clemens VII. arbeitete (6). Er war Mitbegründer der Vereinigung der römischen Gold- und Silberschmiede und Mitglied der Künstlervereinigung Accademia di San Luca. Er kam beim Sacco di Roma 1527 ums Leben.

## Öffnungszeiten
Die Kirche ist nach Voranmeldung zu besichtigen.